# Sidste udvej
|  | Denne artikel er oprettet af botten PalnaBot ud fra en ekstern database. Den kan derfor have sproglige fejl eller mangler. Denne skabelon kan fjernes efter kontrol af indholdet. |

Sidste udvej er en dokumentarfilm fra 1990 instrueret af Majbritt Munck efter manuskript af Jon C. Jensen.

## Handling
En dokumentar omhandlende de frygtelige konsekvenser af Kinas ulovlige besættelse af Tibet igennem 31 år, og den voldsomme ødelæggelse af landets religiøse og kulturelle arv. Et stærkt politisk dokument indeholdende optagelser fra både Tibet og Indien.